# 东京都立航空工业短期大学
东京都立航空工业短期大学（日语：／ Tōkyōtoritsu Kohkuhkōgyō Tanki Daigaku *），简称航空短大，是过去一所位于日本东京都荒川区的公立短期大学。

## 概要

### 简介
- 短期大学为于1960年开办[1]、由东京都经营。招生到1971年、停办于1975年[2]。

### 历史
- 1960年 东京都立航空工业短期大学成立并同时设置两个学科、以下列举。
  - 航空机体科
  - 航空发动机科[注 2]
- 1971年 招生最后、次年停止招生（正式停办于1975年4月30日[2]）。

## 学校环境
- 校区：在了东京都荒川区[注 1]

## 历任校长
- 德丸芳男：第一代短期大学校长[3]。
- 田中静男：最后短期大学校长[4]。

## 组织

### 学科
- 航空机体科
- 航空发动机科[注 2]

### 专科
| - 没有 |

### 业余课程
| - 没有 |

## 相关链接
- 日本短期大学列表
- 东京都立立川短期大学
- 东京都立商科短期大学
- 东京都立工业短期大学